# Віктор Врум
Віктор Врум (англ. Victor Vroom; 9 серпня 1932, Монреаль — 26 липня 2023) — американський психолог канадського походження, фахівець із проблем промислової та організаційної психології, професор бізнес-школи Єльської школи менеджменту. Мав ступінь доктора філософії Університету Мічигану і MS і BS університету Макгілла.

## Життєпис
З 1960 по 1963 рік — старший викладач факультету психології Пенсильванського університету.
З 1966 по 1972 рік — професор психології Університету Карнегі-Меллон.
В 1972 році Віктор Врум був призначений головою Департаменту адміністративних наук та асистентом директора Інституту соціальних та політичних досліджень в Єлі.
Віктор проживав у Гілфорді, штат Коннектикут, з дружиною Джулією Франсіс та двома синами — Трістаном і Тревор.
Відомі праці: Work and Motivation, Leadership and Decision Making and The New Leadership.

## Дослідження
На факультеті психології Пенсильванського університету, розробив теорію валентності-інструментальності-очікувань. Відповідно до теорії, люди поводять себе особливим чином, коли підвищується ймовірність того, що зусилля, які вони докладають, призведуть до бажаного результату. Разом з Ф. Єлтоном досліджував процеси прийняття рішень менеджерами, створив нормативну модель прийняття рішення, модель Врума-Єттона. У цій моделі були виділені п'ять типів процесів прийняття рішення, що розрізняються за ступенем участі в рішенні підлеглих. Підставою для вибору менеджером найбільш оптимального для конкретної ситуації процесу прийняття рішення виступає розгляд проблеми з урахуванням параметрів: доступність інформації, довіра, актуальність проблеми, складність, структурованість проблеми, наявність конфліктності, чесність і пріоритети. Разом з А. Яго перевіряв надійність моделі Врума-Єттона, зазначив, що необхідно її переглянути. Співавтор моделі Врума-Яго.

### Тео́рія очі́кувань Віктора Вру́ма
Тео́рія очі́кувань Віктора Вру́ма ґрунтується на твердженні, що мотивація працівника досягається винагородою. При цьому сила прагнення до отримання винагороди залежить від трьох ситуаційних факторів:
- наявність зв'язку між затратами праці і досягнутими результатами, тобто від сподівання, що затрати праці принесуть бажані результати (З — Р). Якщо такий зв'язок відсутній, мотивація слабшає;
- реальність отримання винагороди, тобто очікування, що результати будуть винагородженні (Р — В). Відсутність такого зв'язку послаблює мотивацію;
- цінність винагороди. Через власну систему цінностей конкретна винагорода може і не представляти для людини цінності, тобто мотивація залежить від сподівань щодо цінності винагороди (В — Ц).

Якщо очікування працівника високі, то сила спонукального мотиву зростає. Отриманий раніше позитивний досвід в аналогічних ситуаціях підкріплює сподівання людини. І, навпаки, якщо очікування працівника не справджуються, виникає відчуття марності зусиль, внаслідок чого зменшується мотивація. Позбавитися відчуття марності зусиль допомагає встановлення досяжних для конкретного працівника цілей діяльності й винагородження його таким способом, який він особисто цінує. Фактором, що спричиняє виникнення відчуття марності зусиль є брак власних здібностей працівника. Внаслідок цього завдання виконується невдало і демотивує працівника. Отже, складність завдань конкретного працівника повинна відповідати його кваліфікації, здібностям і майстерності.